# Еталонні насадження (заповідне урочище, Базальтівське л-во, кв. 16)
Етало́нні наса́дження — лісове заповідне урочище в Україні. Розташоване в межах Костопільського району Рівненської області, на території Головинської сільської ради. 
Площа 0,7 га. Створене рішенням Рівненського облвиконкому № 343 від 22.11.1983 року. Землекористувач: ДП «Костопільський лісгосп» (Базальтівське лісництво, кв. 16, вид. 43).  
В урочищі охороняються високопродуктивні ялиново-соснові насадження в умовах вологого сугруду. Вік насаджень 110 років. Підлісок утворює ліщина звичайна.